# 布里斯托爾教區
聖公會布里斯托爾教區（英語：Diocese of Bristol）是英格蘭教會坎特伯雷教省下面的一個教區。
轄區包括布里斯托爾市、南格洛斯特郡、威爾特郡北部及斯溫頓，座堂是布里斯托爾座堂，現任主教為彌額爾·希爾。下分一個副主教區、兩個會吏長區及七個會吏區，管理167個堂區。

## 歷史
始於1542年至6月4日。1836年10月7日併入格洛斯特教區。1897年7月7日恢復。